# Ashes & Fire
Ashes and Fire er et album fra 2011 af den amerikanske singer-songwriter Ryan Adams.
Albummet indeholder 13 sange:
- 1. Dirty Rain (4:19)
- 2. Ashes & Fire (3:45)
- 3. Come Home (4:51)
- 4. Rocks (2:58)
- 5. Do I Wait (3:53)
- 6. Chains Of Love (2.24)
- 7. Invisible Riverside (4:45)
- 8. Save Me (4:19)
- 9. Kindness (4:31)
- 10. Lucky Now (2:52)
- 11. I Love You But I Don't Know What To Say (4:10)
- 12. Dirty Rain – Akustisk studieversion (3:39)
- 13. I Love You But I Don't Know What To Say – Akustisk studieversion (3.32)